# Darkan
Darkan is een plaats in de regio Wheatbelt in West-Australië. Het ligt 202 kilometer ten zuidzuidoosten van Perth, 120 kilometer ten oosten van Bunbury en 31 kilometer ten westen van Arthur River.

## Geschiedenis
Ten tijde van de Europese kolonisatie leefden de Kaneang Nyungah Aborigines in de streek.
Kapitein Bannister en zijn expeditie waren de eerste Europeanen die de streek bezochten eind jaren 1830, toen ze het gebied verkenden tussen de nederzettingen aan de King George Sound en de Swan. In de jaren 1850 werd door gevangenen een weg tussen beide nederzettingen, ondertussen Albany en Perth geheten, aangelegd. De eerste mensen in de streek vestigden zich langs die weg. Vanaf 1854 werden pastorale leases toegekend om er schapen te laten grazen.
Eind jaren 1860 vestigde William John Gibbs en zijn familie zich in de streek. Een van zijn eigendommen noemde hij Darkan, een Aborigineswoord waarvan de betekenis niet bekend is. De weg tussen Albany en Perth werd naar het westen verlegd waardoor de ontwikkeling rond Darkan stopte. Het dorp werd pas in 1906 officieel gesticht, nadat de spoorweg tussen Collie en Narrogin opende en er zich terug meer mensen vestigden. Nog in 1906 werd het Darkan Hotel geopend.
In 1908 kreeg Darkan een school. Tot 1921 had de school slechts een leerkracht maar daarna groeide het dorp, kwamen schoolbussen in dienst en sloten schooltjes uit de omgeving waardoor er vanaf 1962 ook lager secundair onderwijs werd gegeven. Vanaf 1974 werd het een districtsschool.
In 1910 werd een gemeenschapshuis gebouwd, de 'Darkan Pioneer Hall', in 1912 een stationsgebouw en in 1929 de kantoren van het districtsbestuur.
De spoorweg werd midden jaren 1990 buiten gebruik gesteld.

## 21e eeuw
Darkin is het administratieve en dienstencentrum van het landbouwdistrict Shire of West Arthur. Het is een verzamel- en ophaalpunt voor de oogst van de graanproducenten uit de streek die bij de Co-operative Bulk Handling Group aangesloten zijn.
In 2021 telde Darkan 371 inwoners tegenover 203 in 2006.

Darkan heeft een gemeenschapscentrum (En: Community Resource Centre) met een bibliotheek en medische post, een zwembad, een basisschool en verscheidene sportfaciliteiten..

## Bezienswaardigheden
- Boronia Reserve, een natuurreservaat met wilde bloemen.
- 6-Mile Cottage, een klein historisch huisje bestaande uit twee kamers.
- Lake Towerrinning, een meer waar aan watersport wordt gedaan.
- Collie Darkan Rail Trail, een bijna 50 kilometer lang pad over de oude spoorwegbedding, voor wandelaars, fietsers en paardrijders, van Collie in het westen tot Dardadine in het oosten.[14]
- Darkan Townsite Heritage Trail, een wandeling langs het erfgoed van Darkan.[15]

## Transport
Darkan ligt langs State Route 107, 30 kilometer van de Albany Highway. 

## Klimaat
Darkan kent een gematigd mediterraan klimaat, CSb volgens de klimaatclassificatie van Köppen. De gemiddelde jaarlijkse temperatuur bedraagt 15,3 °C en de gemiddelde jaarlijkse neerslag ligt rond 548 mm.
Aldersyde · Amery · Ardath · Arthur River · Baandee · Babakin · Badgingarra · Badjaling · Bailup · Bakers Hill · Balkuling · Ballaying · Ballidu · Beacon · Beenong · Beermullah · Bejoording · Belka · Bencubbin · Bendering · Benjaberring · Beverley · Bilbarin · Bindi Bindi · Bindoon · Bodallin · Bolgart · Bonnie Rock · Boolading · Booraan · Brookton · Bruce Rock · Bullaring · Bullfinch · Bulyee · Bungulla · Buntine · Burakin · Burracoppin · Cadoux · Calingiri · Campion · Caraban · Carrabin · Cataby · Cervantes · Chandler · Chittering · Clackline · Cold Harbour · Congelin · Coomberdale · Copley · Corrigin · Cowcowing · Crossman · Cuballing · Culbin · Cunderdin · Dalwallinu · Dandaragan · Dangin · Darkan · Dattening · Dongolocking · Doodlakine · Dowerin · Dudinin · Dumbleyung · Duranillin · Dwarda · Ejanding · Elabbin · Erikin · Gabbin · Gingin · Goomalling ·  Grass Valley · Greenhills · Guilderton · Gwambygine · Harrismith · Highbury · Hines Hill · Holt Rock · Hyden · Jelcobine · Jennacubbine · Jennapullin · Jitarning · Jurien Bay · Kalannie · Karlgarin · Kellerberrin · Kondinin · Kondut · Koojan · Koolyanobbing · Koorda · Korbel · Korrelocking · Kukerin · Kulin · Kulja · Kulyaling · Kunjin · Kununoppin · Kweda · Kwelkan · Kwolyin · Lancelin · Lake Brown · Lake Grace · Lake King · Ledge Point · Manmanning · Marvel Loch · Meckering · Meenaar · Merredin · Miling · Minnivale · Mogumber · Mokine · Moodiarrup · Mooliabeenee · Moora · Moorine Rock · Moorumbine · Moulyinning · Mount Hardey · Mount Kokeby · Mount Walker · Muchea · Mukinbudin · Muntadgin · Nalya · Nangeenan · Narembeen · Narrogin · New Norcia · Newdegate · Nilgen · Nokaning · North Bannister · Northam · Nukarni · Nungarin · Pantapin · Piawaning · Piesseville · Pingaring · Pingelly · Pithara · Popanyinning · Quairading · Quindanning · Regans Ford · Seabird · Shackleton · Southern Cross · Spencers Brook · Tammin · Tincurrin · Toodyay · Trayning · Varley · Wagin · Walebing · Walgoolan · Wandering · Wannamal · Watheroo · Welbungin · West Dale · West Toodyay · Westonia · Wialki · Wickepin · Wilbinga · Williams · Wongan Hills · Woodridge · Wubin · Wundowie · Wyalkatchem · Yealering · Yelbeni · Yellowdine · Yilliminning · Yerecoin · York · Yorkrakine · Yornaning · Yoting · Youndegin